# Project Blue Book (serial)
Project Blue Book este un serial TV american istoric dramatic science fiction care a avut premiera pe canalul History la 8 ianuarie 2019. Rolul principal Josef Allen Hynek este interpretat de Aidan Gillen. Serialul este format din 10 episoade. Este bazat pe  Project Blue Book, o serie de studii ale armatei americane despre OZN-uri.

## Cadru
Seria prezintă evenimentele din jurul investigațiilor secrete ale U.S. Air Force despre presupuse nave zburătoare necunoscute și fenomene inexplicabile, investigații întreprinse de astrofizicianul și, eventual, ufologul, Josef Allen Hynek în anii 1950- anii 1960.

## Distribuție și personaje
- Aidan Gillen - Josef Allen Hynek[2]
- Michael Malarkey - Căpitan Michael Quinn[4]
- Laura Mennell - Mimi Hynek[5]
- Michael Harney - General Hugh Valentine[6]
- Ksenia Solo - Susie Miller[6]
- Neal McDonough - General James Harding[7]

## Episoade
| Sezonul | Sezonul | Episoade | Episoade | Premiera TV      | Premiera TV    |
| Sezonul | Sezonul | Episoade | Episoade | Prima lansare    | Ultima lansare |
| ------- | ------- | -------- | -------- | ---------------- | -------------- |
|         | 1       | 10       | 10       | 8 ianuarie 2019  | 12 martie 2019 |
|         | 2       | 10       | 10       | 21 ianuarie 2020 | TBA            |

### Sezonul 1 (2019)
| Nr. în serial | Nr. în sezon | Titlu                           | Regizat de       | Scris de                        | Data difuzării    | U.S. telespectatori (milioane) |
| ------------- | ------------ | ------------------------------- | ---------------- | ------------------------------- | ----------------- | ------------------------------ |
| 1             | 1            | „The Fuller Dogfight”           | Robert Stromberg | David O'Leary                   | 8 ianuarie 2019   | 2.27                           |
| 2             | 2            | „The Flatwoods Monster”         | Robert Stromberg | Sean Jablonski                  | 15 ianuarie 2019  | 1.88                           |
| 3             | 3            | „The Lubbock Lights”            | Pete Travis      | Harley Peyton                   | 22 ianuarie 2019  | 1.95                           |
| 4             | 4            | „Operation Paperclip”           | Pete Travis      | David O'Leary & Thania St. John | 29 ianuarie 2019  | 1.71                           |
| 5             | 5            | „Foo Fighters”                  | Norma Bailey     | David O'Leary & Emily Brochin   | 5 februarie 2019  | 1.39                           |
| 6             | 6            | „The Green Fireballs”           | Norma Bailey     | Harley Peyton                   | 12 februarie 2019 | 1.66                           |
| 7             | 7            | „The Scoutmaster”               | Thomas Carter    | Aaron Rapke & Stewart Kaye      | 19 februarie 2019 | 1.31                           |
| 8             | 8            | „War Games”                     | Thomas Carter    | Thania St. John                 | 26 februarie 2019 | 1.45                           |
| 9             | 9            | „Abduction”                     | Alex Graves      | Sean Jablonski                  | 5 martie 2019     | 1.51                           |
| 10            | 10           | „The Washington Merry-Go Round” | Alex Graves      | David O'Leary                   | 12 martie 2019    | 1.55                           |

### Sezonul 2 (2020)
| Nr. în serial | Nr. în sezon | Titlu                            | Regizat de     | Scris de                                                            | Data difuzării    | U.S. telespectatori (milioane) |
| ------------- | ------------ | -------------------------------- | -------------- | ------------------------------------------------------------------- | ----------------- | ------------------------------ |
| 11            | 1            | „The Roswell Incident - Part I”  | Deran Sarafian | David O'Leary                                                       | 21 ianuarie 2020  | 1.43                           |
| 12            | 2            | „The Roswell Incident - Part II” | Deran Sarafian | Sean Jablonski                                                      | 28 ianuarie 2020  | 1.34                           |
| 13            | 3            | „Area 51”                        | Pete Travis    | Alec Wells                                                          | 4 februarie 2020  | 1.13                           |
| 14            | 4            | „Hopkinsville”                   | Pete Travis    | Harley Peyton                                                       | 11 februarie 2020 | 1.40                           |
| 15            | 5            | „The Men in Black”               |                | Emily Brochin                                                       | 18 februarie 2020 | 1.09                           |
| 16            | 6            | „Close Encounters”               |                | Linda Burstyn                                                       | 25 februarie 2020 |                                |
| 17            | 7            | „Curse of the Skinwalker”        |                | Harley Peyton                                                       | 3 martie 2020     |                                |
| 18            | 8            | „What Lies Beneath”              |                | Poveste de: Sean Jablonski & Alec Wells Scenariu de: Sean Jablonski | 10 martie 2020    |                                |
| 19            | 9            | „Broken Arrow”                   |                | Linda Burstyn                                                       | 17 martie 2020    |                                |
| 20            | 10           | „Operation Mainbrace”            |                | David O’Leary                                                       | 24 martie 2020    |                                |

## Producție
Serialul a fost filmat în Vancouver, British Columbia, Canada. Este co-produs de History Channel și A&E Studios.

## Primire
Pe site-ul Rotten Tomatoes, are un rating de 67% bazat pe 15 recenzii, cu un scor mediu de 6.31/10. Pe Metacritic are un scor de 56 din 100 pe baza a 10 comentarii.

## Vezi și
- Listă de seriale științifico-fantastice